# Nedda Guidi
Nedda Guidi (Gubbio, 22 marzo 1927 – Roma, 13 aprile 2015) è stata una ceramista, scultrice e pittrice italiana.

## Biografia
Nata a Gubbio nel 1927, Nedda Guidi si è laureata in filosofia presso l'Università degli Studi di Urbino con una tesi su John Dewey.
Da autodidatta ha appreso le tecniche della ceramica nelle botteghe di Gualdo Tadino.
A metà degli anni cinquanta si è trasferita a Roma dove ha aperto un proprio laboratorio di ceramica in via Maggi 109.
Negli anni cinquanta ha completato la sua formazione presso il Centro di educazione artistica del Provveditorato agli studi di Roma.
Nei primi anni sessanta ha realizzato i Fogli, lamine di terracotta anche di grandi dimensioni, dello spessore di pochissimi millimetri, trattate in diversi modi, ed esposti nel 1964 nella sua prima personale presso la Galleria Numero di Roma. 
Negli anni successivi ha realizzato la serie Moduli, opere in volume con colori artificiali, basate su forme elementari.
Negli anni settanta ha realizzato le Tavole di campionatura in terracotta e ossidi metallici.
Nel 1976 con Carla Accardi, Suzanne Santoro, Anna Maria Colucci, Stephanie Oursler e LeoNilde Carabba ha fondato la Cooperativa Beato Angelico, primo spazio romano destinato alle artiste donne.
Nel 1976 ha tenuto la prima antologica organizzata dalla Biennale scultura di Gubbio.
Le sue opere sono state presentate a Maestri della ceramica moderna di Faenza (1986), alla Quinta Biennale della ceramica d'arte a Savona (1992), a Ceramisti italiani a Castellamonte (1995). Negli anni 2000 si è avvicinata alle poetiche legate all'arte povera e alla minimal art.
Nel 2013 il Museo della ceramica di Montelupo Fiorentino ha organizzato la mostra Omaggio a Nedda Guidi.
Dopo la sua morte, avvenuta nel 2015, la XXVI Biennale scultura di Gubbio del 2016 ha organizzato la prima retrospettiva postuma nel quarantennale della prima antologica eugubina.
Nel 2018 la retrospettiva La Possibile Unione ha presentato le sue creazioni artistiche dai primi anni cinquanta alla fine degli anni ottanta: la prima vera esposizione incentrata sui suoi lavori pittorici.

## Esposizioni
- Fogli, Galleria Numero, Roma, 1964
- Quindici anni di ricerca in ceramica (1961-1976), Biennale della scultura, Gubbio, 1976
- Nedda Guidi, Sala comunale d'arte contemporanea, Alessandria, 1978
- Nedda Guidi, Sì ceramica, Galleria dei serpenti, Roma, 1989
- Nedda Guidi: le terre e gli artifici, Galleria Rondanini, Roma, 1990
- Terra plasmata, Firenze, 1994
- Omaggio a Nedda Guidi, Museo della ceramica di Montelupo Fiorentino, 2013
- Nedda Guidi e Rosanna Lancia, Galleria Monserrato Arte '900, Roma, 2014
- Nedda Guidi. Gesto modulo memoria, XXVI Biennale della scultura, Gubbio, 2016
- La Possibile Unione, Studio GIGA, Roma, 2018
- Impronte,  Associazione ManInArte, Sesto Fiorentino, 2022